# Entakt
Entakt er et dansk alternativ rock-band fra København. De har bl.a. lavet numrene: "Kunsten at slippe taget" og "Fyrværkeri". Debutalbummet blev udgivet i januar 2007.
De første grundsten til Entakt blev lagt på Fløng Produktionshøjskole lidt udenfor Roskilde i efteråret 2002.
Her fandt Jonas Villumsen og Kristian Martinsen sammen om en fælles musikalsk interesse, som gik så godt i spænd, at de snart besluttede at kvitte deres respektive bands og koncentrere sig om en fælles fremtid.
Hurtigt indspillede de et par demoplader. Titlerne afslørede allerede på dette tidspunkt Entakts karakteristiske smag for at lege med det danske sprog. Den første hed 'Da havet skyllede ind over byen en nat', den næste 'Forsidestof til eftertanke'.
Efter nogle koncerter som duo besluttede de at udvide besætningen til et fuldt band, og som sådan vandt de publikumsprisen ved Melody Maker Contest. I 2005 blev de desuden belønnet med årets legat fra Mymusic.dk – Danmarks væsentligste netcommunity for upcoming kunstnere.
Samme år indspillede de demo-albummet 'Kun en elektrisk summen fra en neonreklame der skulle have forestillet solen', som kunne købes via Entakts website og koncerter. Herfra kom nummeret 'Vi ville synge verden en opsang', der gav dem et hit på Det Elektriske Barometers lytterbestemte hitliste.
Samtidig lykkedes det efterhånden Entakt at bryde igennem til P3's playlister med numre som 'Fyrværkeri' og 'Modpolen'. Begge sange er at finde på gruppens debutalbum, 'Træerne vokser ind i himlen'. 
I 2008 fulgte gruppen op med albummet 'På bagsiden af Europa', som blandt andet modtog en præmiering fra Statens Kunstfond.  
2. november 2018 udgav Entakt 'Skymaskiner', det første nye album i ti år.

## Diskografi

### Studiealbum
- 2007: Træerne Vokser Ind i Himlen
- 2008: På Bagsiden af Europa
- 2011: Stolpe Op (EP)
- 2018: Skymaskiner

### Singler
- 2006: "Modpolen"
- 2007: "Fyrværkeri"
- 2007: "Kunsten At Slippe Taget"
- 2008: "Europa"
- 2008: "Hvordan Jeg Begyndte At Ryge"
- 2010: "Zimmerman"
- 2011: "Størrelse 43"

### Demoer
- 2002: ...da havet skyllede ind over byen en nat
- 2003: Forsidestof Til Eftertanke
- 2005: Kun en elektrisk summen fra en neonreklame der skulle have forestillet solen